# Dharma Initiative
A Iniciativa DHARMA (Department of Heuristics And Research on Material Applications Initiative ou departamento de heurística e pesquisa em aplicações materiais, em português) é um projeto de pesquisa ficcional apresentada na série de televisão Lost. Foi introduzida no episódio “Orientation” na segunda temporada. Em 2008, o site da Iniciativa DHARMA foi lançado. Seus interesses são diretamente relacionados a ciência marginal. Dharma é um termo sânscrito utilizado no hinduísmo, budismo, jainismo e sikhismo. O logo é um círculo com a palavra “dharma” em seu interior, tudo inscrito dentro de um Baguá.

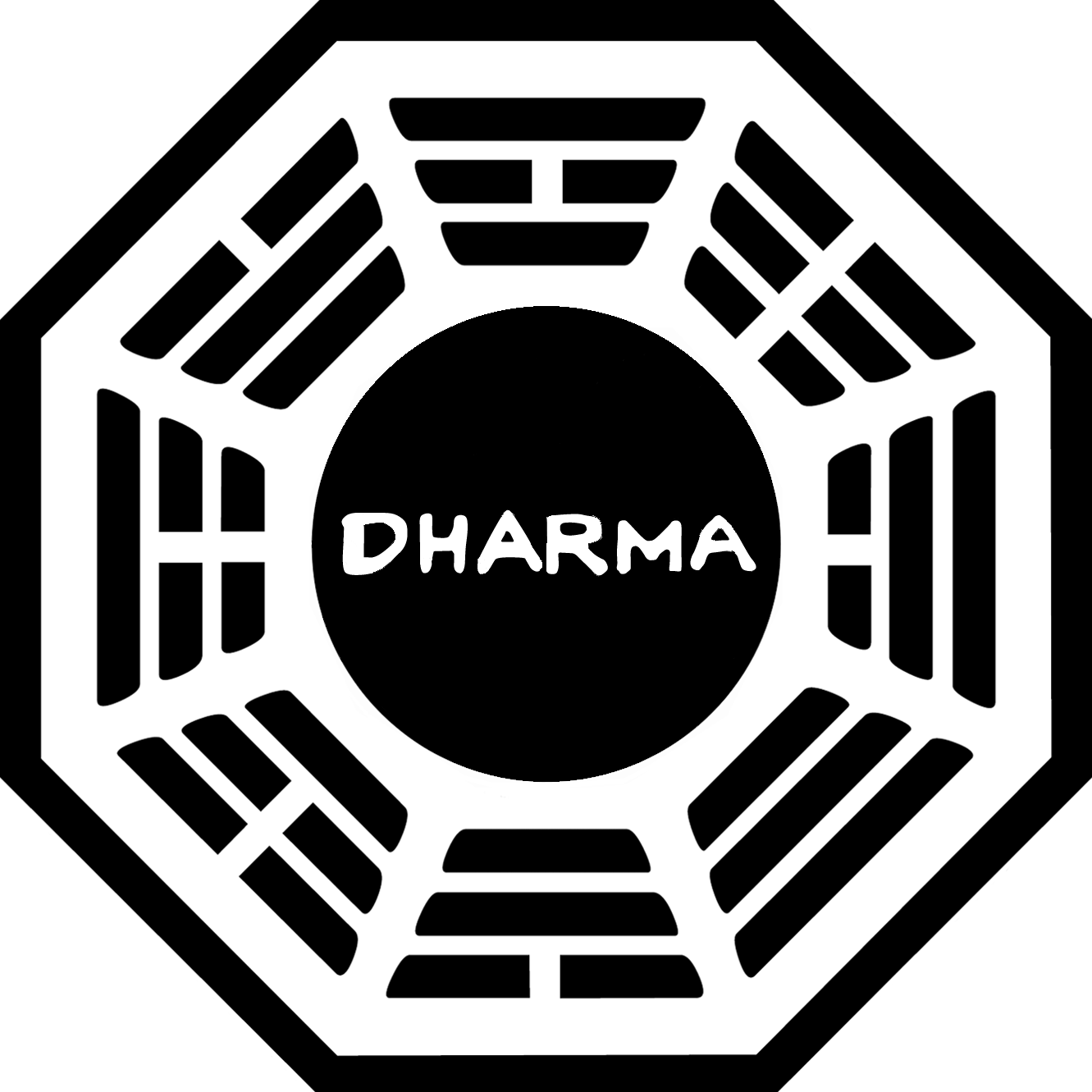
Logotipo da DHARMA

## História
A Iniciativa DHARMA e suas origens são exploradas no episódio “Orientation” por meio de  um vídeo orientativo na estação “Swan”. Dr. Pierre Chang (Francois Chau), sob o apelido de Marvin Candle, explica que o projeto começou em 1970, criado por dois doutorandos da University of Michigan, Gerald na Karen DeGroot (Michael Gilday e Courtney Lavigne), e foi fundado por Alvar Hanso (Ian Patrick Williams) da Fundação Hanso. Eles tinham a ideia de uma comunidade de pesquisa em larga escala, onde cientistas e pensadores livres de todo o mundo poderiam realizar pesquisas relacionadas a meteorologia, psicologia, parapsicologia, zoologia, eletromagnetismo e uma sexta disciplina que o vídeo identifica como utopia social.
Os episódios “La Fleur” e  “He’s our you” indicam que o matemático Horace Goodspeed estava a cargo das operações da Iniciativa DHARMA na ilha pelo menos desde os primórdios dos anos 70 até “O Incidente”. As decisões chave que precisavam ser tomadas eram realizadas por um comitê que incluída todos os chefes de departamento, incluindo o chefe de pesquisa Stuart Radzinsky e o chefe de segurança LaFleur. A base da Iniciativa Dharma estava localizada na Universidade de Michigan.
A Iniciativa DHARMA foi parte de um projeto ligado à Equação Valenzetti. O propósito dela na Ilha é usar pesquisas científicas para manipular o ambiente e mudar qualquer um dos fatores do núcleo que compõe a equação, mudando assim o curso da raça humana.
No início, o real significado da palavra DHARMA era completamente obscuro, mas posteriormente foi revelado que seria uma sigla. Isto foi revelado tanto no site da Fundação Hanso, através de um jogo, quanto no Vídeo Sri Lanka, apresentado pelo próprio Alvar Hanso. A partir disso descobrimos então, que a sigla significa:
Department of Heuristics And Research on Material Applications 
Departamento de Heurística e Pesquisas em Aplicações Materiais.

Sabe-se que Heurística é a "capacidade de um sistema fazer, de forma imediata, inovações positivas para um determinado fim". O logotipo escolhido para representar a Iniciativa foi baseado num design octogonal, concebido a partir do conceito Chinês de Bagua, sendo assim, todos eles possuem 8 trigramas em volta de um símbolo central, que é único para cada Estação e/ou atividade.

## Estações

### Estação 2: A Flecha (The Arrow)
- Nome:A Flecha (The Arrow)
- Número: 2
- Uso:Desenvolver técnicas de combate
- Status:Abandonada
- Domínio:N/D
- Marcação de Quarentena?:Sim
- Mapa da Porta de Segurança:Nordeste
- Filme de Orientação:Não encontrado
- Descrição:A Flecha foi uma das estações de pesquisa da Iniciativa DHARMA citadas no Filme de Orientação do Cisne. Contudo, recentemente está sendo usada como depósito, após ter sido abandonada pela equipe de membros da DHARMA, por razões desconhecidas. A estação encontra-se completamente vazia, exceto por duas caixas, uma delas contendo uma interessante variedade de coisas. A estação fica a nordeste da ilha, algumas milhas a dentro do local em que os sobreviventes da cauda do voo 815 caíram. No extra "Segredos da Escotilha", na Segunda Temporada completa em DVD, é dito que A Flecha é a primeira estação, mas na Quinta Temporada, é confirmado que ela é a segunda.

### Estação 3: O Cisne (The Swan)
- Nome: O Cisne (The Swan)
- Número: 3
- Uso: Estudos sobre Eletromagnetismo
- Status: Destruída
- Domínio: Sobreviventes
- Marcação de Quarentena? Sim
- Mapa da Porta de Segurança: Sul
- Filme de Orientação: Sim
- Descrição:

O Cisne é a Estação número 3 da Iniciativa Dharma, primeiramente descoberta por Locke e Boone. A estação foi originalmente um laboratório onde cientistas pudessem pesquisar variações eletromagnéticas que emanam principalmente daquela região da ilha. No entanto, depois do "Incidente", um protocolo teve que ser seguido: os dois ocupantes da estação deveriam apertar o botão (colocando os números 4 8 15 16 23 42 no computador) a cada 108 minutos durante 540 dias, até que seus substitutos chegassem. É localizada na região sul da ilha, perto do local da queda do voo 815. Sua destruição ocorreu devido a uma implosão ocasionada após acionado uma chave de segurança, devido a não digitação dos Números.

### Estação 4: A Chama (The Flame)
- Nome: A Chama (The Flame)
- Número: 4
- Uso: Comunicações
- Status: Destruída
- Domínio: Outros
- Marcação de Quarentena? Não
- Mapa da Porta de Segurança: Sudoeste
- Filme de Orientação: Não encontrado (entretanto algumas orientações foram dadas no computador)
- Descrição:

A Chama é a estação de comunicação da Iniciativa DHARMA. Na estação há três ambientes. No lado de fora há um celeiro para o gado, dentro há uma área doméstica, alguns depósitos e uma sala com computadores e equipamentos de comunicação. Debaixo de um tapete há uma entrada para uma passagem que leva ao subsolo, onde há documentos da Iniciativa Dharma, como manuais de orientação e mais um depósito com várias caixas.

### Estação 5: A Pérola (The Pearl)
- Nome: A Pérola (The Pearl)
- Número: 5
- Uso: Observação remota e provavelmente Estudos Psicológicos
- Status: Abandonada
- Domínio: Sobreviventes
- Marcação de Quarentena? Não
- Mapa da Porta de Segurança: Não Mostrado (O ponto não é a estação, e sim o acampamento, onde o desenhista não sabia o que havia, esse é o real motivo do ?, e não o desenho do irmão do mr. eko)
- Filme de Orientação: Sim
- Descrição:

A Pérola é a estação número cinco da Dharma, descoberta por Locke e Mr. Eko. A atividade da estação, segundo seu vídeo de orientação, é monitorar a estação O Cisne e possivelmente outras estações através de um sistema de monitoramento remoto (câmeras escondidas). O propósito da estação A Pérola parece ser estudos psicológicos. Contudo, presume-se que o trabalho conduzido pela equipe da A Pérola era inútil, pois os cadernos de anotações que eles tinham que preencher acabavam num monte de entulho. Também havia uma câmera escondida na A Pérola, indicando que eles e não os residentes da O Cisne eram o objeto de estudo. A estação consiste num longo túnel octogonal de desce através de escadas até uma larga e também octogonal sala, na qual nove televisores são alimentados com imagens de vigilância ao vivo. Parece haver alguns danos à estação: painéis faltando no teto, fios soltos, pedregulhos na sala. Não existem áreas de vivência (como quartos) para os ocupantes da A Pérola, já que eles apenas serviam em turnos de 8 horas.

### Estação 6: A Orquídea (The Orchid)
- Nome: A Orquídea (The Orchid)
- Número: 6
- Uso: Estudos através do espaço e tempo
- Status: Possivelmente ativa
- Domínio: N/D
- Marcação de Quarentena? Desconhecido
- Mapa da Porta de Segurança: N/D
- Filme de Orientação: Sim
- Descrição:

A Orquídea é a estação 6 da Iniciativa Dharma. O propósito da estação 6 era inicialmente desconhecido, mas ele foi revelado no último episódio da quarta temporada de Lost. Essa estação foi inicialmente mencionada em um Filme de Orientação DHARMA no Comic Con 2007 pelos produtores da série (Lost), como um "aperitivo" para a 4.ª temporada.
O vídeo é apresentado por Marvin Candle, mas o mesmo nomeia-se como "Edgard Halowax". De acordo com o vídeo a estação não é botânica, como inicialmente se presumiria. É feita referência ao Efeito Casimir. De fato, ela serve para conduzir estudos únicos em tempo e espaço (viagens temporais) e é utilizada no fim da quarta temporada. A Orquídea é nada mais nada menos o centro onde eles movem a ilha.

### Estação 1: A Hidra (The Hydra)
- Nome: A Hidra (The Hydra)
- Número: 1
- Uso: Estudos Zoológicos
- Status: Supostamente Abandonada(na 5°Temporada em diante)
- Domínio: Outros
- Marcação de Quarentena? Não
- Mapa da Porta de Segurança: Não listado
- Filme de Orientação: Sim (no bônus da 6 temporada.)
- Descrição:

A Hidra é uma estação da Dharma vista pela primeira vez no episódio de estreia da 3ª Temporada, "". Possui uma seção acima do solo e outra subterrânea. Ela não é mencionada no Mapa da Porta de Segurança. Jack, Kate e Sawyer são mantidos presos lá pelos Outros. Seu propósito original ainda é desconhecido, mas as atuais evidências sugerem que a estação era usada para conter e estudar animais. Nenhum animal foi visto na estação, mas os Outros fizeram referências a animais que estiveram lá no passado. Essa estação se localiza em uma outra pequena ilha, a aproximadamente 3 km da ilha principal.

### Estação (?): O Cajado (The Staff)
- Nome: O Cajado (The Staff)
- Número: ?
- Uso: Estação Médica
- Status: Possivelmente abandonada
- Domínio: + dos outros
- Marcação de Quarentena? Não
- Mapa da Porta de Segurança: Noroeste
- Filme de Orientação: Não localizado
- Descrição:

O Cajado, popularmente conhecida como "Estação médica", é uma estação da Iniciativa Dharma. Os Outros utilizavam a estação para cuidar e fazer experimentos com as mulheres grávidas da Ilha.

### Estação (?): O Espelho (The Looking Glass)
- Nome: O Espelho (The Looking Glass)
- Número: ?
- Uso: Para impedir o contato para fora da ilha
- Status: Parcialmente destruída(afundada).
- Domínio: outros
- Marcação de Quarentena? Não
- Mapa da Porta de Segurança: situada no fundo do mar
- Filme de Orientação: Não localizado
- Descrição:

O Espelho é uma estação submersa que é interligada com a Ilha somente por aquele Cabo que Sayid encontrou na praia. Sabe-se que a estação é responsável pelo bloqueio de qualquer sinal para fora e para dentro da Ilha. Esta estação é responsável por parte da "camuflagem" da ilha. Foi nessa estação que Charlie morreu, na tentativa desesperada de avisar que quem tentava se comunicar não era quem dizia ser. Ela foi parcialmente destruída, na parte que bloqueava os sinais para a ilha quando uma granada explodiu em uma pequena escotilha externa, que dava visão direta para o fundo do mar, inundando toda a sala. Para proteger Desmond, Charlie tranca a sala pelo lado de dentro, morrendo assim, afogado.

### Estação 9: A Tempestade (The Tempest)
- Nome: A Tempestade (The Tempest)
- Número: 9
- Uso: Gerador de energia e armazenadora de gás
- Status: Ativa
- Domínio: outros
- Marcação de Quarentena? Não
- Mapa da Porta de Segurança: Desconhecido
- Filme de Orientação: Não encontrado
- Descrição:

Apresentada na 4ª Temporada no episódio de número 6 - "The Other Woman"(flashback em Juliet), A Tempestade é uma das Estações da Iniciativa Dharma sem filme de orientação, seu logotipo é uma onda. Desde o início do Projeto Dharma vem sendo usada como geradora e distribuidora de energia para toda a ilha,  não se sabe como é produzida a energia, possivelmente seja que a estação controla energia geotérmica, sendo assim confirmada a existência de um vulcão na ilha (a presença de um vulcão na ilha também é confirmada no episódio que mostra a infância de Ben quando uma menina fala: um vulcão igual o daqui da ilha?. Possuí um computador de comando, e por razões ainda desconhecidas possuí também um grande armazenamento de um mortal gás tóxico. Acredita-se que esse mesmo gás foi a arma utilizada por Ben Linus para dizimar todos os integrantes da Dharma. Atualmente o gás está desativado graças aos tripulantes do cargueiro - Charlotte e Faraday, na intenção de impedir que Ben use-o contra eles. A estação encontra-se completamente vazia. O local da estação ainda é desconhecido, supõe-se que algumas milhas a dentro do local em que os sobreviventes da frente do voo 815 caíram.

### Estação (?): A Porta (The Door)
- Nome: A Porta (The Door)
- Número: Desconhecida até o momento
- Uso: Desconhecida
- Status: Abandonada
- Domínio: N/D
- Marcação de Quarentena? Sim
- Mapa da Porta de Segurança: Desconhecido
- Filme de Orientação: Não encontrado
- Descrição: Formada por celeiros do lado de fora e logo após duas portas que não se sabe para que elas servem. Ao chegar lá os sobreviventes a abriram e ´possivelmente não havia nada naquele local.{Seria aquele episódio onde Sun e Sayid procuravam por Michael e Walt}.

### Estação x: O Farol (The Lighthouse)
- Nome: O Farol (The Lighthouse)
- Número: ?
- Uso: Localização da ilha no espaço tempo
- Status: Ativa
- Domínio: Iniciativa Dharma
- Marcação de Quarentena? Não
- Mapa da Porta de Segurança: Desconhecido
- Filme de Orientação: Não encontrado
- Descrição:

O Farol é uma estação que fica localizada na ilha principal, e tem o propósito de servir de referência para que a ilha seja localizada. Foi apresentada primeiramente na quinta temporada.

### Possíveis estações
Essas estão documentadas no mapa da porta de segurança, mas ainda não foram descobertas:
- Duas estações marcadas como "C3?" e "C4?".
- A estação 3 Cisne (Swan) simboliza o amor entre as pessoas.
- Uma sétima estação que foi riscada. Pode não ter sido construída, talvez tenha sido destruída ou talvez seja a suposta estação A Porta.
- Pode haver quatro instalações menores, marcadas como CV I, CV II, CV III, e CV IV. Podem também ser centrais eletromagnéticas, controladas pelo computador da Estação 3.

## Fundadores
| Nome           | Função na Ilha         | Status       |
| -------------- | ---------------------- | ------------ |
| Alvar Hanso    | Dono da Fundação Hanso | Desconhecido |
| Gerald DeGroot | Pesquisador            | Desconhecido |
| Karen DeGroot  | Pesquisadora           | Desconhecido |